# Coracopsis vasa

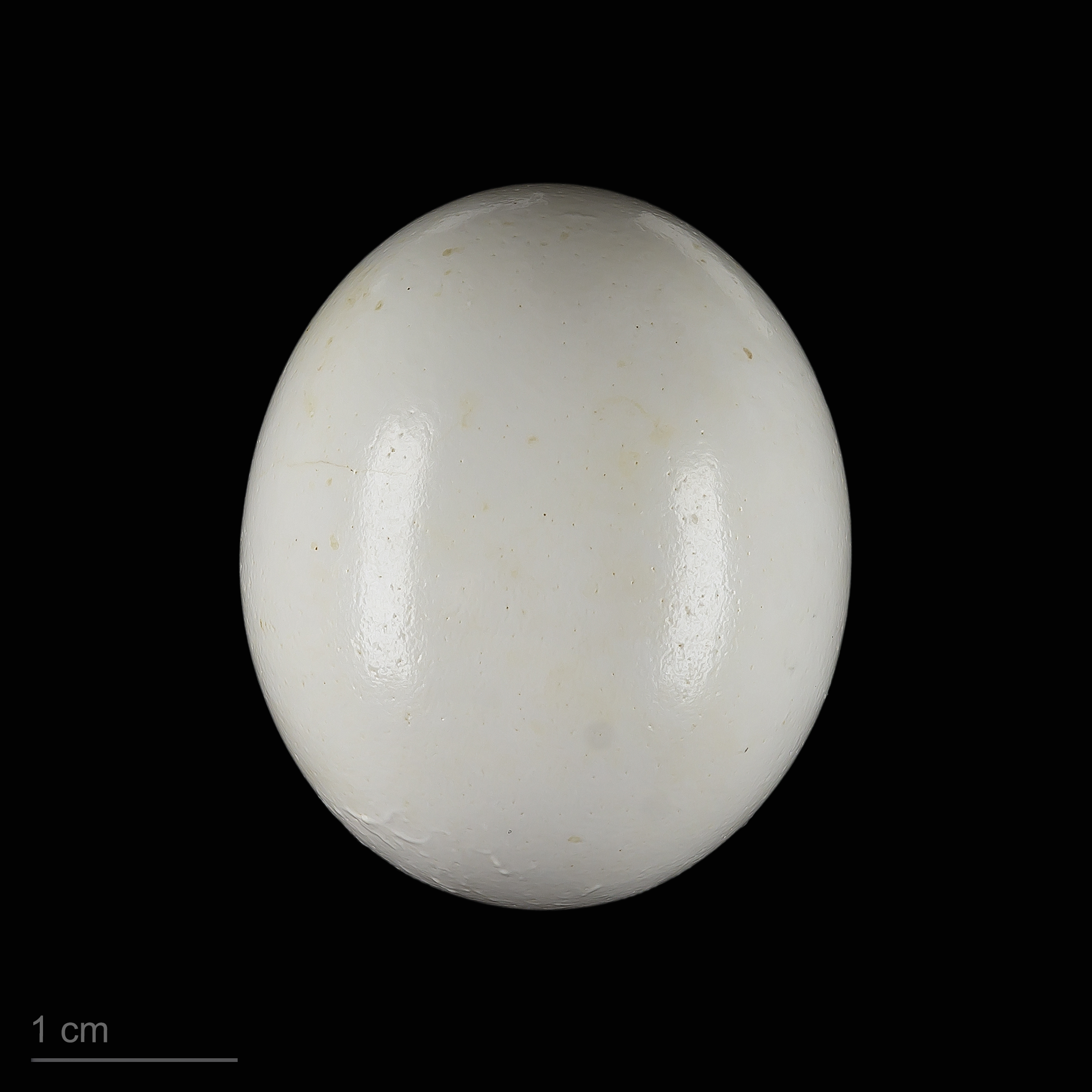
Coracopsis vasa - MHNT

O Papagaio-vasa (Coracopsis vasa) é uma espécie de papagaio endêmica de Comores e Madagascar.